# Beckfoot
Beckfoot – wieś w Anglii, w Kumbrii. Leży 31 km na zachód od miasta Carlisle i 428 km na północny zachód od Londynu.